# Leptostichaeus pumilus
Leptostichaeus pumilus és una espècie de peix de la família dels estiquèids i l'única del gènere Leptostichaeus.

## Descripció
- Fa 7,8 cm de llargària màxima i és de color vermell brillant amb una taca fosca travessada per una banda vertical clara per sobre de la vora superior de l'escletxa branquial i estenent-se fins a l'aleta dorsal. El cap i la part anterior del cos tenen unes poques franges discontínues fosques.
- Cap i cos molt comprimits.
- Absència d'aletes ventrals. Aletes pectorals petites.
- Aleta dorsal formada per 82 espines curtes, les quals esdevenen més gruixudes cap a la cua.
- 1 espina i 54 radis tous a l'aleta anal.
- Les membranes de les aletes dorsal i anal es troben fusionades amb la caudal.
- Els radis principals de l'aleta caudal són ramificats.
- 87 vèrtebres.
- Presència d'escates fines i disperses (llevat del cap i de la part final del cos que no en tenen).[7][8]

## Hàbitat i distribució geogràfica
És un peix marí, bentopelàgic (entre 2 i 100 m de fondària), de clima temperat i habitant de tubs calcificats de poliquets, el qual viu al Pacífic nord-occidental: l'illa de Hokkaido a la mar d'Okhotsk i les aigües russes del mar del Japó.

## Observacions
És inofensiu per als humans.